# Faculteitsbibliotheek Ingenieurswetenschappen en Architectuur

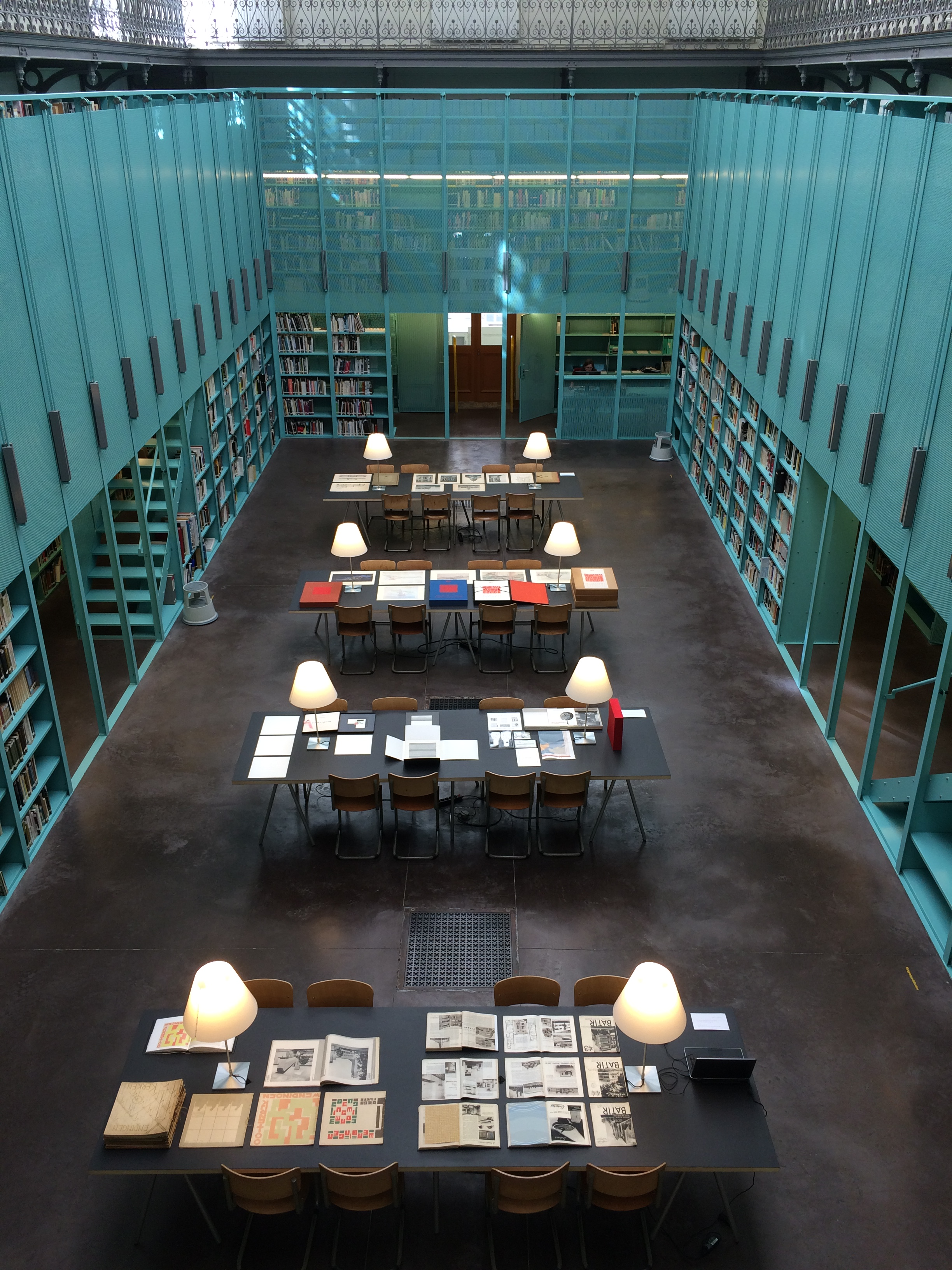
Leeszaal

De Faculteitsbibliotheek Ingenieurswetenschappen en Architectuur maakt deel uit van het netwerk van de Universiteitsbibliotheek Gent.

## Gebouw
De Faculteitsbibliotheek Ingenieurswetenschappen en Architectuur is sinds 2014 gehuisvest in een voormalig fysicalaboratorium in het Jozef Plateaugebouw in Gent. Deze statige zaal op de begane grond, trekt via het plafond en grote ramen net onder de kroonlijst, overvloedig natuurlijk licht binnen. Een smeedijzeren balkon langsheen de ramen geeft de ruimte een bijzondere charme. Rond de zaal liggen kleinere lokalen, die voor specifieke bibliotheekdiensten gebruikt kunnen worden.
OFFICE Kersten Geers David Van Severen zette een drie verdiepingen hoge bewandelbare boekenkast in de ruimte. Een modulair systeem, dat steeds weer één element herhaalt : een stalen plaat van 1 meter breed, en 30 centimeter diep. Deze plaat wordt zowel gebruikt als boekenplank, vloerelement en als traptrede. Geperforeerde stalen platen, de borstwering van de eerste verdieping, kunnen via een eenvoudig katrollensysteem naar de grond zakken. Ze schermen aldus de boeken af op het gelijkvloers en blokkeren de doorgang naar de trappen en de zijlokalen. Ook tijdens activiteiten, blijft de collectie zichtbaar. Het traditionele karakter van de leeszaal blijft altijd behouden.

## Collectie
IngenieurswetenschappenDe collectie van de Ingenieurswetenschappen bestaat voornamelijk uit digitale bronnen (databanken en online-tijdschriften) raadpleegbaar via de catalogus. De gedrukte collecties worden bewaard en staan ter beschikking beschikking in de vakgroepbibliotheken, verspreid over verschillende campussen in Gent en Kortrijk.
Architectuur
BoekenDe collectie telt een 32.000-tal boeken, met als thema architectuurgeschiedenis en -theorie, geschiedenis en theorie van de stedenbouw, design en bouwfysica.
TijdschriftenDe Architectuurbibliotheek heeft een rijke collectie historische tijdschriften, een abonnement op een 100-tal lopende tijdschriftabonnementen.
BekaertbibliotheekIn 2016 verwierf de Universiteit Gent de privébibliotheek van Geert Bekaert. Deze collectie werd integraal opgenomen in de Faculteitsbibliotheek. De privébibliotheek van Bekaert was zijn belangrijkste werkinstrument bij het schrijven. De collectie bestaat voornamelijk uit publicaties over architectuur en beeldende kunst. Bijzondere nadruk ligt op de kerkelijke architectuur (tijdens de jaren vijftig en zestig), Belgische architectuur, tentoonstellingscatalogi, architectuurtheorie en monografische publicaties. De volledigheid van de tijdschriftencollectie in de privébibliotheek van Geert Bekaert is uniek. Alle Westerse architectuur- en kunsttijdschriften zijn vertegenwoordigd, vaak met complete jaargangen.